# Тимбукту (фильм, 2014)
«Тимбукту» (фр. Timbuktu) — французский кинофильм мавританского режиссёра Абдеррахмана Сиссако, вышедший в 2014 году. Фильм был выбран для участия в основной конкурсной программе 67-го Каннского кинофестиваля.

## Сюжет
Кида́н вместе со своей семьёй ведёт спокойное существование в стороне от мира, где свои строгие порядки установили исламские экстремисты. Однако всё меняется для Кида́на и его близких, когда он случайно убивает рыбака Амаду́, напавшего на его любимую корову.

## В ролях
- Ибрахим Ахмед — Кидан
- Тулу Кики — Сатима
- Абель Джафри — Абделькрим
- Фату Диавара — певица Фату
- Хишем Якуби — джихадист
- Кеттли Ноэль — Забу

## Награды и номинации
- 2014 — приз экуменического жюри и приз Франсуа Шале на Каннском кинофестивале.
- 2014 — приз «Серебряный Хьюго» за лучшую режиссуру на Чикагском кинофестивале.
- 2014 — приз «Чёрная жемчужина» за лучший повествовательный фильм и специальный приз жюри на кинофестивале в Абу-Даби.
- 2014 — приз «Дух свободы» Иерусалимского кинофестиваля.
- 2014 — номинация на приз Каирского кинофестиваля за лучший арабский фильм.
- 2014 — участие в конкурсной программе Лондонского кинофестиваля.
- 2014 — номинация на приз Луи Деллюка за лучший фильм.
- 2014 — номинация на премию «Спутник» за лучший международный фильм.
- 2015 — номинация на премию «Оскар» за лучший фильм на иностранном языке.
- 2015 — 7 премий «Сезар»: лучший фильм, лучший режиссёр (Абдеррахман Сиссако), лучший оригинальный сценарий (Абдеррахман Сиссако, Кессен Таль), лучшая операторская работа (Софиан Эль-Фани), лучшая оригинальная музыка (Амин Буафа), лучший монтаж (Надя бен Рашид), лучший звук (Филипп Уэлш, Роман Дымны, Тьерри Делор). Кроме того, лента получила номинацию в категории «Лучшая работа художника-постановщика» (Себастьян Биршлер).
- 2015 — две премии «Люмьер» за лучший фильм и лучшую режиссуру.
- 2015 — премия Нью-Йоркского общества кинокритиков за лучший фильм на иностранном языке.
- 2016 — номинация на премию BAFTA за лучший неанглоязычный фильм.
- 2016 — номинация на премию «Золотой жук» за лучший иностранный фильм.
- 2016 — премия Национального общества кинокритиков США за лучший фильм на иностранном языке.